# اريك ستيل (لاعب كرة قدم)
اريك ستيل (بالإنجليزية: Eric Steele) هو لاعب كرة قدم بريطاني، ولد في 15 مايو 1954. لعب مع كارديف سيتي.

## وصلات خارجية
- اريك ستيل على موقع قاعدة بيانات كرة القدم.إي يو (الإنجليزية)